# Grand Designs
Grand Designs è un programma televisivo britannico di genere documentario, prodotto da Boundless e trasmesso dal 29 aprile 1999 su Channel 4, che presenta progetti di edilizia abitativa e architettonica insoliti.
Il programma è stato condotto sin dall'inizio da Kevin McCloud, e in 22 stagioni ne sono stati trasmessi oltre 200 episodi.